# Ху Цяньсюнь
Ху Цяньсюнь (кит. 胡 谦逊; род. 18 сентября 1987, Вэньчжоу, Чжэцзян) — китайский боксёр, представитель лёгкой и первой полусредней весовых категорий. Выступал за национальную сборную КНР по боксу в 2009—2016 годах, участник летних Олимпийских игр в Рио-де-Жанейро.

## Биография
Ху Цяньсюнь родился 18 сентября 1987 года в городcком округе Вэньчжоу провинции Чжэцзян, КНР.
Занимался боксом в Пекине под руководством тренера Ян Сяочао.
Впервые заявил о себе в боксе в сезоне 2008 года, выиграв серебряную медаль на чемпионате Китая в зачёте лёгкой весовой категории.
В 2009 году вошёл в основной состав китайской национальной сборной, выступил на чемпионате Азии в Чжухае и на чемпионате мира в Милане.
В 2011 году дошёл до четвертьфинала на Всемирных военных играх в Рио-де-Жанейро, проиграв по очкам бразильцу Робсону Консейсану.
В 2012 году боксировал на Кубке химии в Галле, уже на предварительном этапе проиграл россиянину Дмитрию Полянскому.
На чемпионате Китая 2013 года стал бронзовым призёром в лёгком весе.
Начиная с 2014 года боксировал в первом полусреднем весе, в частности в этом сезоне принял участие в международном турнире Хиральдо Кордова Кардин в Гаване.
В 2015 году вновь взял бронзу в зачёте китайского национального первенства, боксировал на Мемориале Иштвана Бочкаи в Дебрецене и на Кубке президента в Эрзуруме.
На Олимпийской квалификации Азии и Океании в Цяньане дошёл до полуфинала и таким образом удостоился права защищать честь страны на летних Олимпийских играх 2016 года в Рио-де-Жанейро. В категории до 64 кг благополучно прошёл первых двоих соперников по турнирной сетке, тогда как в третьем четвертьфинальном бою единогласным решением судей потерпел поражение от россиянина Виталия Дунайцева.
В 2017 году в составе команды «Китайские драконы» принял участие в матчевой встрече с «Узбекскими тиграми» в рамках полупрофессиональной лиги World Series of Boxing.